# Брисбен (річка)
Брисбен (англ. Brisbane River) — річка в Квінсленді (Австралія).
Довжина річки — 344 км, площа басейну близько 13,6 тис. км². Витоки розташовані в районі міста Нананго. Далі до Брисбена річка протікає в південному напрямку, у нижній течії русло річки звивисте. Гирло річки — затока Моретон, у східному Брисбені.
У місці впадання річки в затоку знаходяться мангрові зарості. Брисбен багатий рибою, це один з декількох ареалів проживання рогозуба, ендеміка Квінсленду.
У пониззі річки часто відбуваються повені, періодично — катастрофічні. Остання сильна повінь сталася у січні 2011 року.
Через річку побудовано 16 великих мостів і один тунель під водою. Більшість мостів розташовані в Брисбені.

## ГАЕС
На Брисбені створили нижній резервуар ГАЕС Wivenhoe.